# Hechtia subalata
Hechtia subalata är en gräsväxtart som beskrevs av Lyman Bradford Smith. Hechtia subalata ingår i släktet Hechtia och familjen Bromeliaceae. Inga underarter finns listade i Catalogue of Life.